# Communauté de communes Cère et Dordogne
La communauté de communes Cère et Dordogne est une ancienne communauté de communes française, située dans le département du Lot et la région Occitanie.

## Histoire
La communauté de communes fusionne le 1er janvier 2017 dans la communauté de communes Causses et vallée de la Dordogne.

## Composition
Elle regroupait 16 communes :
| Nom                   | Code Insee | Gentilé         | Superficie (km2) | Population (dernière pop. légale) | Densité (hab./km2) |
| --------------------- | ---------- | --------------- | ---------------- | --------------------------------- | ------------------ |
| Bretenoux (siège)     | 46038      | Bretenouviens   | 5,69             | 1 395 (2014)                      | 245                |
| Belmont-Bretenoux     | 46024      | Belmontois      | 6,65             | 379 (2014)                        | 57                 |
| Biars-sur-Cère        | 46029      | Biarnais        | 3,63             | 2 033 (2014)                      | 560                |
| Cahus                 | 46043      | Cahussiens      | 10,01            | 200 (2014)                        | 20                 |
| Cornac                | 46076      | Cornacois       | 13,76            | 360 (2014)                        | 26                 |
| Estal                 | 46097      | Estalois        | 6,04             | 112 (2014)                        | 19                 |
| Gagnac-sur-Cère       | 46117      | Gagnacois       | 12,83            | 684 (2014)                        | 53                 |
| Gintrac               | 46122      | Gintracois      | 6,79             | 110 (2014)                        | 16                 |
| Girac                 | 46123      | Giracois        | 4,40             | 371 (2014)                        | 84                 |
| Glanes                | 46124      | Glanois         | 2,72             | 301 (2014)                        | 111                |
| Laval-de-Cère         | 46163      | Laval-de-Cérois | 7,98             | 336 (2014)                        | 42                 |
| Prudhomat             | 46228      | Prudhomatois    | 12,39            | 730 (2014)                        | 59                 |
| Puybrun               | 46229      | Puybrunais      | 4,36             | 925 (2014)                        | 212                |
| Saint-Michel-Loubéjou | 46284      | Saint-Michelois | 5,25             | 390 (2014)                        | 74                 |
| Tauriac               | 46313      | Tauriacois      | 8,23             | 404 (2014)                        | 49                 |
| Teyssieu              | 46315      | Teyssiolais     | 13,63            | 182 (2014)                        | 13                 |

## Liste des Présidents successifs
| Période                                  | Période | Identité            | Étiquette | Qualité |
| ---------------------------------------- | ------- | ------------------- | --------- | ------- |
| 1992                                     | 2014    | Francis Mallemouche |           |         |
| 2014                                     | 2016    | Francis Ayrolles    |           |         |
| Les données manquantes sont à compléter. |         |                     |           |         |

## Démographie
| 1994 | 2008  | 2012 |
| ---- | ----- | ---- |
| -    | 8 705 | -    |